# George B. French
Pour les articles homonymes, voir French.
George B. French, né à Storm Lake (Iowa) le 14 avril 1883 et mort à Hollywood (Californie) le 9 juin 1961, est un acteur américain.

## Filmographie
- 1914 : Who Stole the Bridegroom? : Mr. French
- 1915 : Her Rustic Hero : Victoria's Father
- 1915 : Little Egypt Malone : 2nd Father
- 1915 : And the Best Man Won
- 1915 : Wanted: A Leading Lady : The Director
- 1915 : Her Speedy Affair : Billie's Father
- 1916 : The Lion's Breath : Professor Giblets
- 1916 : His Wooden Leg : The Major
- 1916 : Her Celluloid Hero : The Director
- 1916 : Seminary Scandal
- 1916 : His Baby : Undetermined Role
- 1916 : Won by a Fowl : Uncle John
- 1916 : That Wonderful Wife : Si Scudder
- 1916 : His Wedding Night
- 1916 : When Clubs Were Trumps
- 1916 : Tramp, Tramp, Tramp : Gud Knight - 2nd Tramp
- 1916 : Sea Nymphs : The Yogi
- 1916 : Cupid's Uppercut
- 1917 : His College Proxy : Neal's father
- 1917 : Black Hands and Soapsuds : The Englishman
- 1917 : Her Friend, the Chauffeur : George, Her Father
- 1917 : Small Change : His Friend
- 1917 : Twice in the Same Place
- 1917 : Practice What You Preach
- 1917 : Father's Bright Idea
- 1917 : With the Mummies' Help
- 1917 : The Milky Way
- 1917 : His Last Pill
- 1917 : Father Was Right
- 1917 : Those Wedding Bells
- 1917 : A Bold, Bad Knight
- 1917 : Five Little Widows
- 1917 : Skirts
- 1917 : Crazy by Proxy
- 1918 : Tarzan chez les singes (Tarzan of the Apes) de Scott Sidney : Binns - a Sailor
- 1918 : Many a Slip
- 1918 : In and Out
- 1918 : Dad's Knockout
- 1918 : The Romance of Tarzan : Binns
- 1919 : Five Hundred or Bust
- 1919 : Sea Sirens : Mr. Morton
- 1919 : Sally's Blighted Career
- 1919 : Mary Moves In
- 1920 : His Pajama Girl : The Deacon
- 1920 : Biff Bang Bomb : The Editor-in-Chief
- 1920 : Fit to Fight : The Sweetheart's Father
- 1921 : Movie Mad
- 1921 : The Reckless Sex
- 1921 : It's Your Move
- 1921 : Wild and Willie
- 1921 : The Adventures of Tarzan
- 1922 : Fair Enough : Dolly's Father
- 1922 : Cold Feet : 2nd Wolf
- 1922 : Mile-a-Minute Mary : 2nd Crook
- 1923 : Be Yourself
- 1923 : Babies Welcome
- 1923 : A Pleasant Journey : Train passenger
- 1923 : Green as Grass
- 1923 : Winter Has Come
- 1923 : Back to the Woods
- 1923 : Done in Oil
- 1923 : Call the Wagon : Father
- 1924 : Tire Trouble : Doctor
- 1924 : Wandering Husbands : Butler
- 1924 : Cornfed
- 1924 : Commencement Day : School teacher
- 1924 : Every Man for Himself : Drunken Shoeshine Customer
- 1924 : Reckless Romance : Lyman Webster
- 1925 : Charley's Aunt : Spettigue's Business Associate
- 1925 : The Snob Buster : Uncle Tobias
- 1925 : Boys Will Be Joys : Member of Board of Directors
- 1925 : Bashful Buccaneer : Clipper Jones
- 1925 : Flyin' Thru : Judson Blair
- 1926 : Un mariage mouvementé (Thundering Fleas) de Robert F. McGowan : Professor Clements
- 1926 : Shivering Spooks : Professor Fleece
- 1926 : Cupid's Knockout : George Hibbard
- 1926 : The Fourth Alarm : Chemist
- 1926 : The Silent Trailer : Nathan Stewart
- 1926 : Red Hot Leather : Dr. Robert Marsh
- 1926 : War Feathers : Rancher at the Whistling Clam
- 1926 : Lazy Lightning de William Wyler : Dr. Hull
- 1926 : Big Business
- 1927 : Ten Years Old : Jackie's father
- 1927 : Horse Shoes : Mayor
- 1927 : The Lost Limited
- 1927 : Bigger and Better Blondes
- 1927 : Grinning Guns : Amos Felden
- 1927 : A Moony Mariner
- 1927 : Heebee Jeebees : Professor Electra
- 1927 : One Glorious Scrap : Ezra Kramer
- 1927 : La Bataille du siècle (The Battle of the Century) de Clyde Bruckman : Dentist
- 1928 : The Smile Wins : Simon Sleazy
- 1928 : Barnum & Ringling, Inc. : Desk clerk
- 1928 : Won in the Clouds : Dr. Cecil James
- 1928 : The Arizona Cyclone : John Cosgrove
- 1928 : Foraine (en) (Sawdust Paradise) de Luther Reed : Tanner
- 1928 : The Boy Friend : Auto Driver
- 1928 : The Black Pearl : Stephen Runyan
- 1935 : The Captain Hits the Ceiling : Parson
- 1935 : Les Joies de la famille, aussi L'Homme sur le trapèze volant, (Man on the Flying Trapeze) de Clyde Bruckman : Clerk
- 1935 : Hoi Polloi (en) : Man with cigar
- 1935 : Here Comes Cookie : Old Crony
- 1935 :  À travers l'orage (Way Down East) : Townsman
- 1936 : Shakedown : Husband in Cafe
- 1937 : True Confession : Juror
- 1938 : No Time to Marry : Judge
- 1939 : Pacific Express : Senator
- 1940 : Correspondant pour l'étranger : Bit Part
- 1942 : Henry Aldrich, Editor : Student
- 1942 : Mighty Lak a Goat : Matinee movie patron
- 1943 : Thank Your Lucky Stars : Bus Passenger